# 조니 마이즈
존 로버트 마이즈(John Robert Mize, 1913년 1월 7일 ~ 1993년 6월 2일)는 "Big Jawn"과 "The Big Cat"이라는 별명으로 알려진 미국의 프로 야구 선수로 세인트루이스 카디널스, 뉴욕 자이언츠와 뉴욕 양키스를 위하여 1루수로 활약하였다.  그는 1936년과 1953년 사이에 15개의 시즌을 위하여 메이저 리그 베이스볼에서 활약하겨 제2차 세계 대전 동안 군사 복무로 3개의 시즌을 잃었다.  마이즈는 10회의 올스타 선수였다.  그의 경력 후기에 그는 양키스와 활약하여 5연속 월드 시리즈를 우승하였다.
마이즈는 359개의 경력 홈런과 .312의 타구 평균과 함께 1953년에 은퇴하였다.  그는 또한 선수로서 은퇴한 후, 메이저 리그에서 라디오 해설자, 스카우트와 코치를 지냈다.  그는 1981년 베테랑 위원회에 의하여 미국 야구 명예의 전당으로 헌액되는 데 선발되었다.  2014년 그는 세인트루이스 카디널스 명예의 전당 박물관으로 헌액되었다.

## 어린 시절과 경력
조지아주 데모레스트에서 에드워드와 에마 마이즈에게 태어났다.  자신의 부모가 헤어진 후, 그의 모친은 일하기 위하여 애틀랜타로 이주하였으나 마이즈는 자신의 조모와 함께 데모레스트에 남아있었다.  그는 어린이로서 테니스에 빼어났고, 자신의 고등학교 야구 팀에 활약하였다.  그는 후에 피드먼트 칼리지를 위하여 야구를 하였다.  마이즈는 타이 콥의 먼 사촌이며, 그의 육촌은 베이브 루스와 결혼하였다.
마이즈는 세인트루이스 카디널스의 마이너 리그 시스템을 통하여 올라왔으나 1934년 신시내티 레즈로 이적되었다.  하지만 그는 사타구니 부상을 당하고, 레즈는 이적을 취소하였다.  1935년 하나의 안좋은 다리와 분투하는 동안 그는 다른 다리 부상을 당하였다.  마이즈는 야구로부터 은퇴하고, 카디널스가 세인트루이스에서 그에게 의사를 만나는 데 의문할 때까지 집에 돌아왔다.
그는 아무튼 마이너 리그에서 그 시즌을 정규적으로 활약할 수 없으면서 수술을 받은 후 세인트루이스에서 카디널스와 함께 간직되었다.  조직은 그가 메이저 리그 팀과 대타자로 나서는 데 어떤 기회들을 얻을 것 같다고 생각하였다.  마이즈는 1936년 카디널스를 위하여 자신의 메이저 리그 데뷔를 이루었다.  126개의 경기에서 마이즈는 .329의 타구 평균, 19개의 홈런과 93개의 타점을 쳤다.

## 초기 메이저 리그 베이스볼 경력

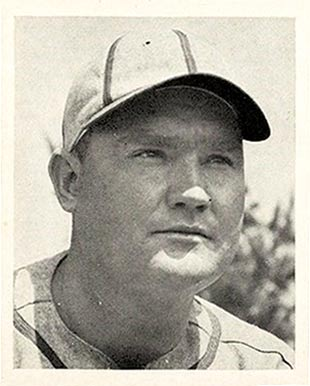
세인트루이스 카디널스와 함께

마이즈는 1루에서 자신의 유창한 수비로 "Big Jawn"과 "The Big Cat"이라는 둘다의 별명으로 알려졌다.  1937년 그는 .364 점을 타구하였으나 카디널스 동료 선수 조 메드윅은 .374의 평균과 함께 타이틀을 차지하였다.  1939년 마이즈는 .349의 평균과 28개의 홈런과 함께 리그를 이끈 후, MVP 투표에서 2위를 하였다.  1940년 마이즈의 43개 홈런은 거의 60년간 보유된 카디널스의 팀 기록을 세웠다.  1941년 시즌의 말기에 선수들의 실력들이 쇠퇴하기 시작하기 전에 그들의 이적에 유명하게 믿은 카디널스의 총지배인 브랜치 리키는 마이즈를 뉴욕 자이언츠로 이적시켰다.  마이즈를 위한 교환에서 카디널스는 빌 로어먼, 조니 매카시와 켄 오디아와 5만 달러를 받았다.
마이즈는 1941년 검 프로덕츠 법인 단체에 소송 사건에 연루되었다.  회사는 "더블 플레이"로 불린 야구 카드들의 세트를 제조하였다.  마이즈는 회사가 카드 세트에서 자신의 이미지를 사용하는 데 그의 동의를 가지지 않은 것에 논쟁했기 때문에 고소하였다.  검 프로덕츠 법인 단체는 소송을 이겼으나 회사는 마이즈와 함께 법적인 진행들이 있는 동안 일어난 지출 때문에 그 더블 플레이 시리즈를 생산하는 것을 멈추었다.
자이언츠는 자신들의 1루수 베이브 영이 군사 복무로 강요된 것을 알아낸 후 마이즈를 설득하였다.  1942년 마이즈는 자신의 경력에서 자신의 최저 타구 평균 (.305)를 위하여 타구하였으나 26개의 홈런을 치고 110개의 타점과 함께 내셔널 리그를 이끌었다.

## 군사 복무와 후반의 경력
제2차 세계 대전이 일어난 동안 마이즈는 군사 복무에서 1943년부터 1945년을 통하여 보냈다.  자신의 복무 동안 그는 훈련에서 복무 회원들과 새로운 인원을 위하여 오대호 해군 기지 야구 팀을 위하여 활약하였다.  그는 51개의 경기에서 17개의 홈런을 치고, 블루재키츠를 위하여 1루에 인원을 배치하는 동안 .475 점을 타구하였으며, 다른 팀의 일원들은 필 리주토(양키스 소속), 외야수들 샘 채프먼, 돔 디마지오와 바니 맥코스키, 프랭키 피틀락과 브루클린 다저스의 유격수 피 위 리즈, 그리고 조니 리펀을 포함하였다.  팀은 집합된 최고의 제2차 세계 대전 시기의 팀들 중 하나로 숙구되었다.  1946년 자이언츠로 복귀할 때 부러진 발가락이 그에게 피츠버그 파이리츠의 랠프 카이너에 의하여 우승된 홈런 타이틀의 하나의 부족으로 일으켰다.  1947년 그는 51개의 홈런을 치는 데 다시 일어서 리그를 이끄는 데 카이너에 동점을 매겼다.  그는 또한 득점과 타점에서 이끌기고 하였고, 50개의 홈런을 치는 동안 50회보다 더 적은 스트라이크아웃이 되는 데 단 하나의 선수가 되었다.  득점, 홈런과 타점에서 마이즈의 1947년 총계는 전부 경력 사상 기록이었다.  1948년 마이즈와 카이너는 각각 40개와 함께 리그 홈런 챔피언십을 위하여 다시 동점을 매겼다.  마이즈는 자신의 활약 시간과 불만을 표현한 후, 1949년 시즌 후반에 뉴욕 양키스로 이적되었다.

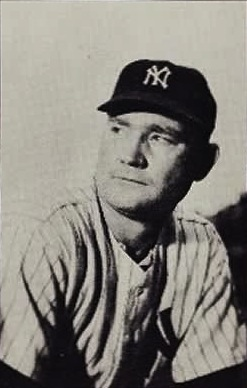
1953년의 마이즈

마이즈는 양키스와 함께 자신 경력의 마지막 5년을 거의 비상근의 선수로 보내며 1953년에 끝냈다.  그는 양키스의 5개의 연속적 아메리칸 리그 페넌트와 월드 시리즈 타이틀을 우승에 가치적인 공헌 선수로 숙고되었다.  마이너 리그의 갱생에 1950년 시즌의 일부로 보내는 데 불구하고, 양리그에서 25개의 홈런 시즌을 가지는 데 2번째 선수가 되는 데 25개의 홈런을 쳤다.  브루클린 다저스를 상대로 1952년 월드 시리즈에서 그는 3개의 홈런(하나는 대타자로서)을 치고, 다저스를 위하여 우승을 보존하는 데 11번째 이닝에서 울타리의 위로 뛰어올라 공을 잡는 데 이룬 다저스의 우익수 칼 퍼릴로에 의하여 앞으로 강탈되었다.
1953년 10월 마이즈는 자신의 은퇴를 공고하였다.  그는 "팬들이 야유할 때까지 모여 있는 것"보다 그들과 함께 아직도 인기있던 동안 오히려 은퇴할 것이라고 말하였다.  마이저는 자신이 6번이나 상연한 위업인 하나의 경기에서 쳤던 3개의 홈런으로 대부분의 시간을 위하여 메이저 리그 기록을 보유하였다.  그는 또한 양리그 - 내셔널 리그에서 5번과 아메리칸 리그에서 1번으로 그렇게 하는 데 베이브 루스를 포함한 선수들의 소수 인원 중의 하나였다.  그는 1938년 하나의 시즌에서 2번이나 한 경기에 3개의 홈런을 치고, 1940년 다시 하는 데 첫 선수였다.  그는 259개의 홈런과 함께 자신의 경력을 끝냈다.
마이즈는 왼손잡이 타자에 의한 하나의 시즌에서 가장 많은 홈런, 왼손잡이에 의한 가장 많은 시즌 타점과 3개 혹은 이상의 홈런과 함께 가장 많은 경기로 아직도 카디널스 팀 기록들을 보유하고 있다.  그와 칼 야스트렘스키는 30개와 39개의 홈런 사이를 치는 하나의 시즌 없이 40개 혹은 이상의 홈런을 치는 3개의 시즌을 가진 단둘의 선수이다.

## 이후의 생애
자신의 1953년 은퇴 후, 마이즈는 자이언츠를 위하여 1955년부터 1960년까지 라디오 해설자, 스카우트와 타격 코치를 지냈다.  그는 1961년 캔자스시티 애슬레틱스의 코치를 맡았다.
1970년대에 마이즈는 플로리다주 세인트오거스틴에 자신의 집을 만들어 세인트오거스틴 쇼어스로 불린 델토나 주식 회사에 의한 개발을 위하여 일하였다.  그는 1981년 미국 야구 명예의 전당의 베테랑 위원회에 의하여 선택되었다.  그는 1971년 자신의 최고 투표율이 43%로 지내왔던 1960년대와 1970년대에 정규적 명예의 전당 비밀 투표에 나왔다.
마이즈는 자신의 고향집에서 자신 인생의 마지막 몇년을 보냈다.  그는 1982년 심장 수술을 받았으나 좋은 건강으로 돌아왔다.  1993년 그는 잠을 자던 중 심정지로 사망하였다.

## 유산
마이즈의 사망에 랠프 카이너는 그를 필드에서 "일종의 성급한 남자"로, 그러나 필드의 외부에서는 "매우 상냥한 남자이자 위대한 거짓말쟁이"로 묘사하였다.  메이즈의 타구 통계치는 테드 윌리엄스, 조 디마지오, 스탠 뮤지얼과 재키 로빈슨 같은 자신의 시기의 더욱 큰 스타 선수들에 의하여 그늘지게 되었다.
2014년 1월 카디널스는 그해 개회식을 위한 세인트루이스 카디널스 명예의 전당 박물관으로 헌액되는 데 22명의 전 선수들과 인원들 중에 마이즈를 공고하였다.  조니 마이즈 야구 박물관이 피드먼트 칼리지에 자리잡았다.  칼리지는 또한 학교의 농구 경기장을 수용하는 운동장 조니 마이즈 스포츠 센터와 함께 강타자에 명예를 주었다.